# Думенки
Ду́менки — село в Україні,  у Хмільницькій міській громаді Хмільницького району Вінницької області. Населення становить 485 осіб.
В 1868 році по викупних актах було 100 будинків.
В Географічному словнику Королівства Польського том 2 виданого в Варшаві, село Думкнки  знаходиться біля села Лозова підпорядковане Летичівському повіту і відноситься до Ново Константинівського староства. Була церква святого Антонія, до якої належало 1476 парафіян і 142 десятин землі.

## Історія
Село знаходиться в низині правого берега Південного Бугу. На північ від села знаходиться ліс в основному з листяних порід дерев. Беріг Південного Бугу частково скелястий, мальовничий. На південь від села, на березі річки, а також в полях знаходили багато знаряддя первісних людей, кам'яні сокири, кремнієві наконечники стріл, ножі. Частина знахідок колись складала колекцію шкільного музею в історичному кабінеті. Також навколо села, в основному вздовж русла річки Південний Буг проходила лінія оборони, про що нагадують численні дзоти, під час Другої світової війни тут проходили жорстокі бої. На дні річки дітлахи знаходили велику кількість гільз. На схід від села знаходиться урочище, де виявлено велику кількість шматків цегли, каменю, битої кераміки. За розповідями старожилів тут колись було велике містечко проходив шлях з Любара в Бар. Це підтверджує і відомий краєзнавець Поділля Ю.Сицінський. На сьогодні це місце заросло, в основному, лісом і чагарниками.
12 червня 2020 року, відповідно до Розпорядження Кабінету Міністрів України № 707-р, «Про визначення адміністративних центрів та затвердження територій територіальних громад Вінницької області», увійшло до складу Хмільницької міської громади.
17 липня 2020 року, в результаті адміністративно-територіальної реформи і ліквідації колишнього Хмільницького району(1923-2020), село увійшло до складу новоутвореного Хмільницького району.

## Відомі люди
У 1980–1982 роках у Думенській восьмирічній школі вчителем математики та креслення працював подільський журналіст і краєзнавець Олег Будзей.